# NES Zapper

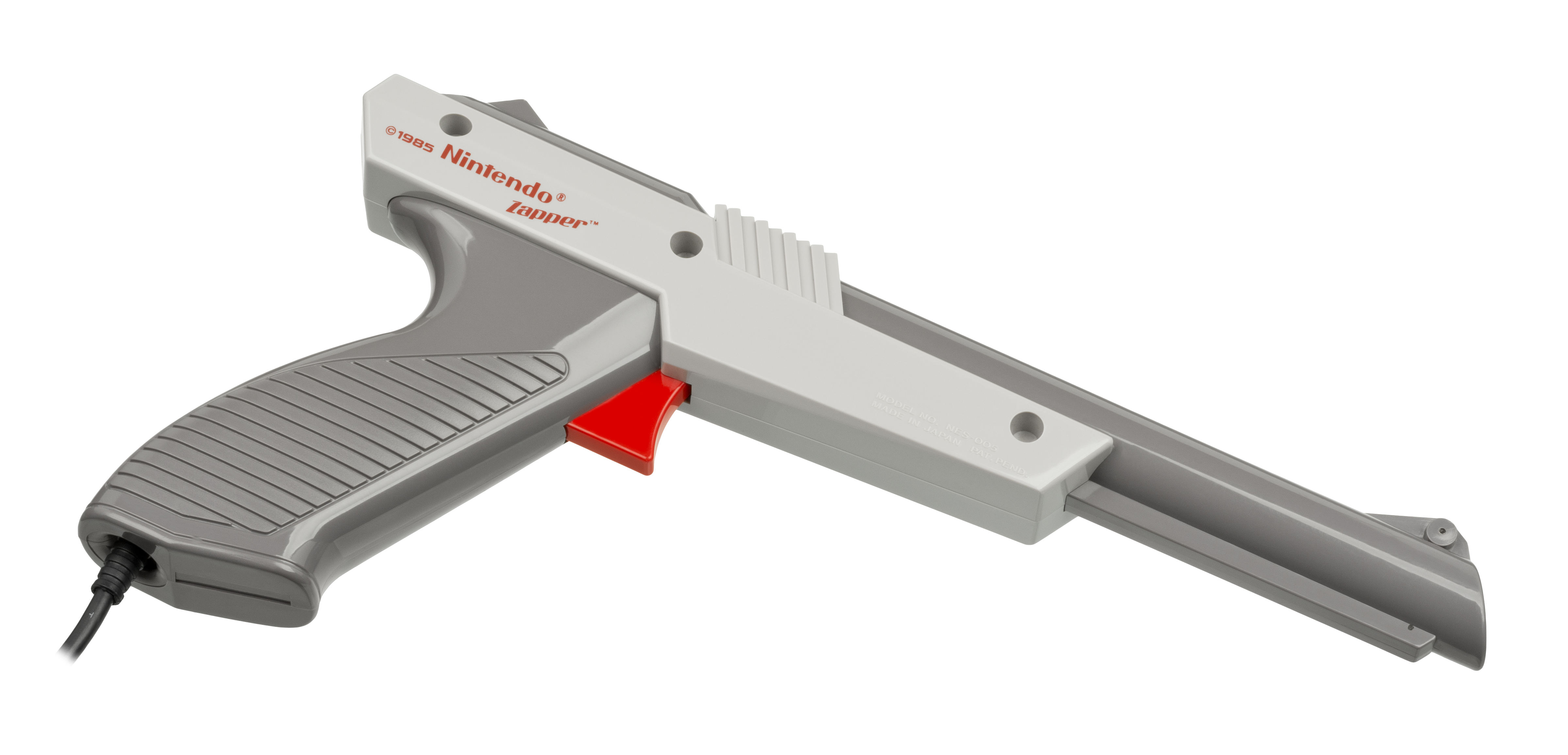
NES Zapper

NES Zapper, w Japonii znany jako Beam Gun – pistolet świetlny przeznaczony do konsoli Nintendo Entertainment System. Wypuszczony został w roku 1984 wraz z grą Wild Gunman. Oryginalnie wypuszczony w kształcie rewolweru, w Ameryce przybrał bardziej futurystyczny kształt. Dodatkowo, w klonach NES-a był kształtowany na wiele sposobów. Kontroler przewodowy, podłączany do konsoli za pomocą kabla.
Gry kompatybilne z Zapperem:
- Baby Boomer (tytuł bez licencji) (opcja)
- Barker Bill’s Trick Shooting
- Chiller (tytuł bez licencji) (opcja)
- Day Dreamin’ Davey (opcja)
- Duck Hunt
- Freedom Force
- Gotcha! The Sport!
- Gumshoe
- Gun-Nac
- Hogan’s Alley
- Laser Invasion
- Mechanized Attack (opcja)
- Operation Wolf (opcja)
- Shooting Range (wymagany kontroler i pistolet świetlny)
- The Adventures of Bayou Billy (opcja)
- The Lone Ranger (opcja)
- To The Earth
- Track & Field II (zgodność pistoletu z grą)
- Wild Gunman